# Inorganic Chemistry Communications
Inorganic Chemistry Communications, abgekürzt Inorg. Chem. Commun.,  ist eine wissenschaftliche Fachzeitschrift, die vom Elsevier-Verlag veröffentlicht wird. Die erste Ausgabe erschien im Jahr 1998. Derzeit erscheint sie mit zwölf Ausgaben im Jahr. Es werden Übersichtsartikel veröffentlicht, die sich mit anorganischer und metallorganischer Chemie beschäftigen.
Der Impact Factor lag im Jahr 2014 bei 1,777. Nach der Statistik des ISI Web of Knowledge wird das Journal mit diesem Impact Factor in der Kategorie anorganische Chemie an 22. Stelle von 44 Zeitschriften geführt.